# Menden
Menden (Sauerland) är en stad i Märkischer Kreis i det tyska förbundslandet Nordrhein-Westfalen. Menden, som är beläget i norra delen av Sauerland, har cirka 52 000 invånare.